# Drasteria atlantica
Drasteria atlantica är en fjärilsart som beskrevs av Barnes och Mcdunnough 1918. Drasteria atlantica ingår i släktet Drasteria och familjen nattflyn. Inga underarter finns listade i Catalogue of Life.